# گورستان (زاغه) آهنگران
قبرستان (زاغه) آهنگران مربوط به دوران پیش از تاریخ ایران باستان است و در روستای سراب کارزان از توابع شهرستان سیروان واقع شده است.  این اثر در تاریخ ۱۷ اسفند ۱۳۸۱ با شمارهٔ ثبت ۷۹۸۶ به‌عنوان یکی از آثار ملی ایران به ثبت رسیده است.
QF3P+J9 Karazan, Ilam Province